# Vitinho – 30 Grandes Êxitos
Vitinho – 30 Grandes Êxitos é um álbum de grandes êxitos de vários intérpretes e grupos musicais da «Geração Vitinho». Foi editado em duplo CD pela editora discográfica multinacional Sony Music a 1 de junho de 2016 para assinalar o Dia Mundial da Criança em Portugal.
Este disco produzido por Renato Carrasquinho marcou o regresso do famoso personagem de desenhos animados da televisão portuguesa – o Vitinho – ao universo infantil e apresentou às novas gerações alguns dos maiores sucessos infantojuvenis da década de 1980 e da década de 1990.
No ano em se celebrou o 30º aniversário da primeira transmissão da série "Boa noite, Vitinho!" na RTP, a editora discográfica Sony Music uniu-se ao Clube Vitinho para recordar sucessos musicais de grupos como os Onda Choc, as Popeline, os Jovens Cantores de Lisboa, da cantora Ana Faria e dos Queijinhos Frescos, e de programas televisivos como o Super Buéréré e Os Trapalhões em Portugal, entre muitos outros.
Além da sua comercialização em suporte físico de Compact Disc (CD), o álbum também foi disponibilizado pela Sony Music Entertainment para distribuição digital nas principais plataformas portuguesas e internacionais, tais como a Amazon.com, o Spotify e o iTunes.

## Alinhamento de faixas

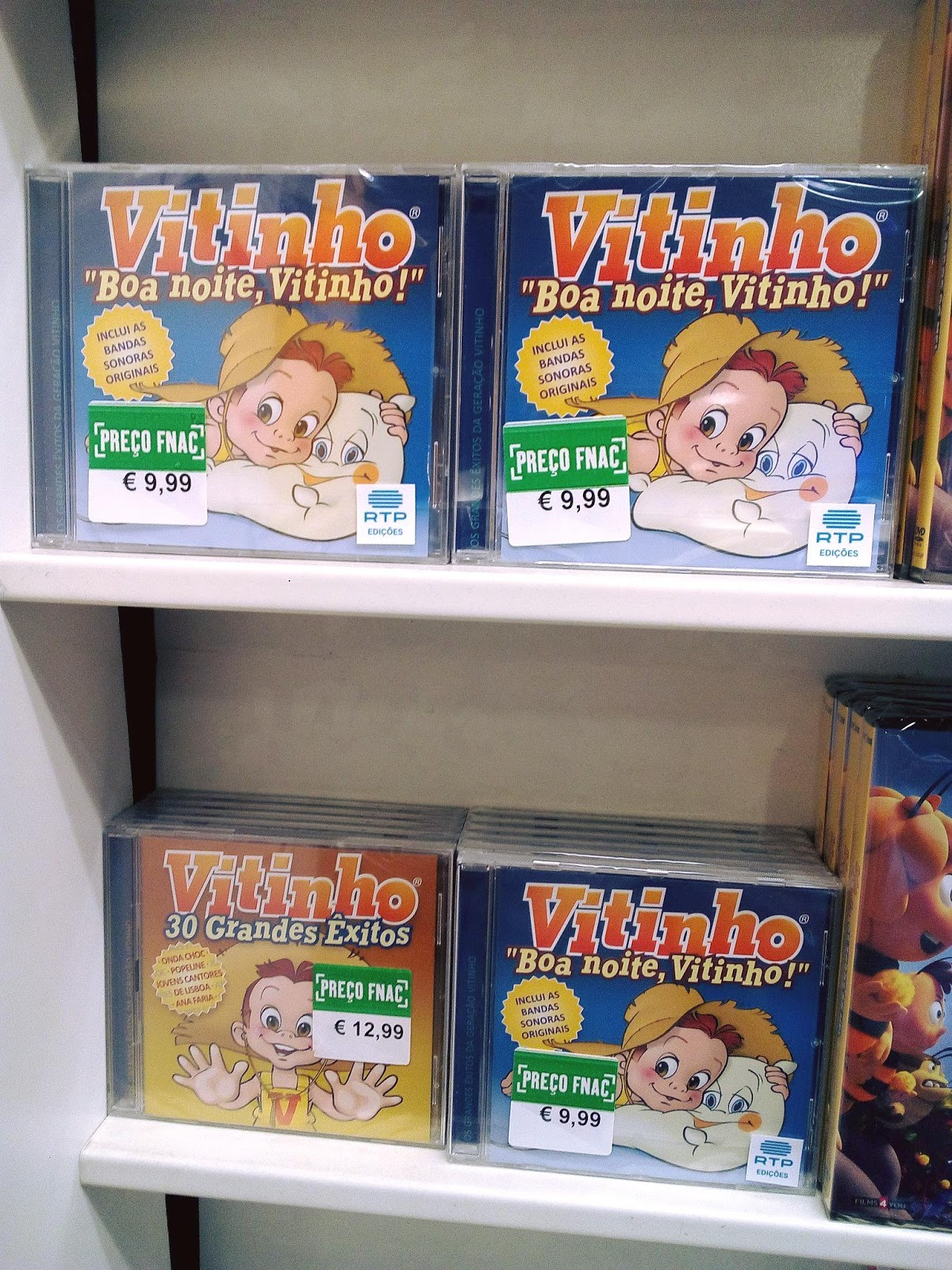
O álbum "30 Grandes Êxitos" da coleção do Vitinho nas lojas Fnac.

| CD 1 - Grandes Êxitos dos Onda Choc |                                         |                |         |  |
| N.º                                 | Título                                  | Artista        | Duração |  |
| 1.                                  | "Ele é o rei"                           | Onda Choc      | 04:50   |  |
| 2.                                  | "Vais pedir-me p'ra namorar"            | Onda Choc      | 02:48   |  |
| 3.                                  | "Estou apaixonada"                      | Onda Choc      | 04:49   |  |
| 4.                                  | "A bamba"                               | Onda Choc      | 02:33   |  |
| 5.                                  | "Bikini pequenino às bolinhas amarelas" | Onda Choc      | 02:51   |  |
| 6.                                  | "Tanto me dá!"                          | Onda Choc      | 02:40   |  |
| 7.                                  | "Cabecinha no ombro"                    | Onda Choc      | 04:15   |  |
| 8.                                  | "Lambada"                               | Onda Choc      | 03:23   |  |
| 9.                                  | "Ela só quer, só pensa em namorar"      | Onda Choc      | 04:06   |  |
| 10.                                 | "Ir até Cascais"                        | Onda Choc      | 04:02   |  |
| 11.                                 | "Canta!"                                | Onda Choc      | 04:25   |  |
| 12.                                 | "Sinto saudade"                         | Onda Choc      | 04:54   |  |
| 13.                                 | "Confia em mim"                         | Onda Choc      | 03:49   |  |
| 14.                                 | "Comboio sem volta"                     | Onda Choc      | 03:58   |  |
| 15.                                 | "Não te esqueças da nossa voz"          | Onda Choc      | 03:24   |  |
| Duração total:                      | Duração total:                          | Duração total: | 56:22   |  |

| CD 2 - Grandes Êxitos dos Trapalhões, Super Buéréré, Popeline e mais... |                           |                                               |         |  |
| N.º                                                                     | Título                    | Artista                                       | Duração |  |
| 1.                                                                      | "Uni-Duni-Tê"             | Onda Choc e Os Trapalhões                     | 03:50   |  |
| 2.                                                                      | "Anjo Trapalhão"          | Bárbara Barradas                              | 03:36   |  |
| 3.                                                                      | "Começar no "A""          | Ana Malhoa e o Coro Infantil do Super Buéréré | 02:57   |  |
| 4.                                                                      | "O amor é vida"           | Ana Malhoa e o Coro Infantil do Super Buéréré | 03:14   |  |
| 5.                                                                      | "A bailarina"             | Ana Malhoa e o Coro Infantil do Super Buéréré | 02:43   |  |
| 6.                                                                      | "Parque de diversão"      | Ana Malhoa e o Coro Infantil do Super Buéréré | 02:57   |  |
| 7.                                                                      | "Madalena"                | Popeline                                      | 03:43   |  |
| 8.                                                                      | "Ob-la-di, ob-la-dá"      | Popeline                                      | 03:08   |  |
| 9.                                                                      | "Entra na dança!"         | Popeline                                      | 03:53   |  |
| 10.                                                                     | "Conquistador"            | Jovens Cantores de Lisboa                     | 03:00   |  |
| 11.                                                                     | "Onde tás, ó Zéi?"        | Ana Faria e os Queijinhos Frescos             | 02:40   |  |
| 12.                                                                     | "O Luís (já foi a Paris)" | Ana Faria e Pedro Faria Gomes                 | 02:30   |  |
| 13.                                                                     | "Se fores no meu carro"   | Ultimatum                                     | 04:36   |  |
| 14.                                                                     | "Parabéns a você"         | António Sala e Miguel Sala                    | 01:50   |  |
| 15.                                                                     | "Todos juntos"            | Margarida Reis e Popeline                     | 03:40   |  |
| Duração total:                                                          | Duração total:            | Duração total:                                | 48:23   |  |